# Otto von Garnier (général, 1830)
Ne doit pas être confondu avec Otto von Garnier (général, 1859).
Pour les articles homonymes, voir Garnier.
Otto Wladislaus Aloys Joseph Ernst Eduard von Garnier (né le 18 février 1830 à Beatenhof, arrondissement de Rybnik et mort le 2 février 1908 à Monte-Carlo) est un lieutenant général prussien.

## Biographie

### Origine
Otto est le fils du seigneur de Czorke Otto von Garnier (1804–1885) et de son épouse Wilhelmine, née von Blacha und Lub (de) (1804–1864).

### Carrière militaire
Après avoir visité les maisons des cadets à Wahlstatt et à Berlin, Garnier est nommé le 22 avril 1847 enseigne distingué du 10e régiment d'infanterie de l'armée prussienne. Après avoir reçu son brevet pour son grade à la mi-décembre 1847, il est transféré au 6e régiment de hussards (de) et promu au grade de premier lieutenant à la mi-mai 1859. À partir de la mi-juillet 1859, Garnier est affecté comme chef d'escadron au 6e régiment de hussards de Landwehr à Neustadt, promu capitaine à la mi-février 1860 et retourne avec la nomination comme commandant d'escadron le 18 avril 1865 au 6e régiment de hussards. À ce titre, il participe à la bataille de Sadowa en 1866 pendant la guerre contre l'Autriche.
Après la fin de la guerre, le 30 octobre 1866, il est transféré au 11e régiment de hussards (de) à Harbourg. Garnier est promu major à la mi-juin 1869 et sert comme officier d'état-major régulier à partir du 20 juillet 1870, pendant toute la durée de la mobilisation pour la guerre contre la France. Il participe aux batailles de Spicheren, Vionville, Gravelotte, Vaucelles et Chérisey ainsi que devant Paris.
Récompensé de la croix de fer de 2e classe après la paix préliminaire de Versailles, Garnier est nommé officier d'état-major permanent. Le 28 mai 1874, il est transféré comme commandant du 9e régiment d'uhlans (de) à Demmin. À ce poste, il est élevé au grade de colonel à la fin de mars 1877. Le 16 novembre 1882, Garnier est nommé à la suite et commande initialement la 17e brigade de cavalerie (de) à Schwerin, le nomme commandant de brigade le 12 décembre 1882 et le promeut au grade de major-général le 3 août 1883. À l'occasion de la fête de l'Ordre en janvier 1886, il reçoit l'ordre de l'Aigle rouge de 2e classe avec feuilles de chêne et reçoit le 4 novembre 1886 l'ordre de la Couronne de 2e classe avec étoile avec la pension légale à votre disposition.
Après son départ, Garnier reçoit le 13 décembre 1887 le caractère de lieutenant-général et le grand-duc Frédéric-François III lui rend hommage en lui décernant la grand-croix de l'ordre du Griffon le 13 décembre 1887. Il décède le 2 février 1908 à Monte-Carlo.

### Famille
Garnier se marie avec Agnes von Mitzlaff (1837–1914) le 8 octobre 1856 à Brieg. Le couple a plusieurs enfants :
- Agnès (née en 1857) mariée en 1905 avec Carl von Kühlewein (de) (1846–1916), entrepreneur et numismate
- Otto (1859–1947), général de cavalerie prussien ⚭ 1886 Antonie von Choltitz (née en 1864)[7]
- Philipp (né en 1864), premier lieutenant prussien